# KBV – Keine besonderen Vorkommnisse
KBV – Keine besonderen Vorkommnisse ist eine deutsche Krimi-Comedyserie von Lutz Heineking junior, basierend auf der australischen Serie No Activity, die bereits eine amerikanische gleichnamige Adaption erhielt. Die sechsteilige Staffel erschien am 25. Februar 2021 bei TVNOW. Schon vor Veröffentlichung wurde eine zweite Staffel bestellt, die am 4. November 2021 erschien.

## Produktion
Im Juni 2019 kündigte die Mediengruppe RTL Deutschland für TVNOW eine gleichnamige Adaption der australischen Serie No Activity an. Die Dreharbeiten zur Serie begannen im Oktober 2020 unter dem neuen Titel KBV – Keine besonderen Vorkommnisse. Sie wurde von Warner Bros. International Television Production in Zusammenarbeit mit Eitel Sonnenschein produziert und von Lutz Heineking junior, der die Position des Creative Producer innehatte, inszeniert. Die Dialoge entstanden durch eine Kombination aus dem Drehbuch, an dem Heineking mit Johannes Boss, Mark Werner und Marko Lucht geschrieben hat, sowie Improvisation der Schauspieler. Bereits vor Veröffentlichung der Serie am 25. Februar 2021 wurde sie im Januar um eine zweite Staffel verlängert. Im Juni 2021 begannen die Dreharbeiten hierzu, das Drehbuch entstand durch die Zusammenarbeit von Anthony T. Wilson, Johannes Boss und Heineking. Staffel zwei wurde am 4. November veröffentlicht, an dem das Streamingportal in RTL+ umbenannt wurde. Einen Tag zuvor am 3. November erfolgte auf Nitro die Free-TV-Ausstrahlung der ersten Staffel.

## Handlung
Am Hamburger Hafen observieren die zwei Polizisten Samuel und Gilles Nacht für Nacht im Zivilwagen Lagerräume und Container, von denen aus Drogenschmuggel ausgehen soll, während sie über Funk mit ihren Kolleginnen Carola und Danni in der Leitstelle in Kontakt stehen. Weil die Kriminellen Maurizio und Bernhard (zum Teil ersetzt durch Gerd) in den Lagerräumen aber ebenso wartend herumsitzen, haben die Polizisten nur „keine besonderen Vorkommnisse“ zu vermelden. So vertreiben die drei Zweierpaare sich jeweils mit Gesprächen die Zeit und erzählen sich Geschichten.
In der zweiten Staffel ist das vermögende Hamburger Unternehmerehepaar Elisabeth und Justus Hagedorn entführt worden. Während Samuel und Gilles vor der Villa des Paares observieren, sitzt dieses sich im Haus der Entführer gegenüber. Im Nebenzimmer diskutieren die Entführer „White“ und „Grey“, doch weil sie den Fehler gemacht haben, beide Hagedorns zu entführen statt nur einen, für den der andere Lösegeld zahlen könnte, werden sie durch die aus Staffel eins bekannten Ganoven Maurizio und Bernhard ersetzt. Da Danni wieder für den Außendienst zugelassen wird, erhält Carola mit der Hidschab tragenden Yasemin eine neue Kollegin in der Leitstelle.

## Episodenliste

### Staffel 1
| Nr. (ges.) | Nr. (St.) | Originaltitel     | Zusammenfassung | Erstveröffentlichung D | Regie               |
| ---------- | --------- | ----------------- | --- | ---------------------- | ------------------- |
| 1          | 1         | Der Pfau          | Samuel und Gilles observieren eine Lagerhalle. Danni hat ihren ersten Tag in der Leitstelle. Als Bernhard draußen an die Hauswand uriniert, schießt Samuel ihn an.                                                                      | 25. Feb. 2021          | Lutz Heineking, Jr. |
| 2          | 2         | Der Oberschenkel  | Samuel und Gilles observieren die Docks und werden andauernd von Lars der Hafensicherheit angefunkt. Bernhard ist durch Gerd, den „Neffen des Boss“, ersetzt. Samuel fragt Danni nach einem Date.                                       | 25. Feb. 2021          | Lutz Heineking, Jr. |
| 3          | 3         | Frauengeschichten | Samuel und Danni berichten ganz unterschiedlich von ihrem Date. Carolas Sohn wurde von der Schule suspendiert. Als Gerd behauptet, Bernhard sei hirntot, schlägt Maurizio ihn nieder.                                                   | 25. Feb. 2021          | Lutz Heineking, Jr. |
| 4          | 4         | Die Prostituierte | Bernhard ist mit einem Tic wieder zurück. Samuel und Gilles haben auf der Rückbank die Zeugin Tanja sitzen, die sie für eine Prostituierte halten. Carola wiederum hat ihren Sohn in die Leitstelle mitgebracht.                        | 25. Feb. 2021          | Lutz Heineking, Jr. |
| 5          | 5         | Die Therapie      | Gilles wird bei der Observierung von einem Interpol-Agenten aus Berlin begleitet, während Samuel bei einer Justizangestellten über die Schießerei aussagt. Gilles und Maurizio begegnen sich beim Imbiss.                               | 25. Feb. 2021          | Lutz Heineking, Jr. |
| 6          | 6         | Großer Lungo      | Die Razzia der Lagerhalle steht kurz bevor, da der Boss erscheinen soll, doch Samuel und Gilles verpassen ihren Einsatz, als das Gebäude gestürmt wird. Als sie wieder draußen sind, haben Maurizio und Bernhard ihren Wagen gestohlen. | 25. Feb. 2021          | Lutz Heineking, Jr. |

### Staffel 2
| Nr. (ges.) | Nr. (St.) | Originaltitel           | Zusammenfassung | Erstveröffentlichung D | Regie               |
| ---------- | --------- | ----------------------- | --- | ---------------------- | ------------------- |
| 7          | 1         | Der Hund                | Das entführte Ehepaar Hagedorn diskutiert, wer sie zuerst vermissen wird. „Grey“ berichtet dem Boss, dass sie beide Hagedorns entführt haben.                                                                     | 4. Nov. 2021           | Lutz Heineking, Jr. |
| 8          | 2         | Von Bullen und Menschen | Das Skandalvideo eines Fußballstars kursiert im Netz, der sich dafür in einer Pressekonferenz entschuldigt. Beides zieht Polizisten und Entführer in den Bann.                                                    | 4. Nov. 2021           | Lutz Heineking, Jr. |
| 9          | 3         | Stille Nacht            | Carolas Sohn Alex sitzt bei Samuel und Gilles im Auto. Nachdem die Entführer noch versucht haben, eine Lösung zu finden, werden sie beseitigt und ersetzt.                                                        | 4. Nov. 2021           | Lutz Heineking, Jr. |
| 10         | 4         | Hijab                   | Weil Danni wieder in den Außendienst darf, hat Carola eine neue Kollegin neben sich sitzen: Yasemin, die Hidschab trägt und Rollerderby betreibt.                                                                 | 4. Nov. 2021           | Lutz Heineking, Jr. |
| 11         | 5         | Fette Franzi            | Weil sie beide geschlafen haben, werden Samuel und Gilles getrennt. Gilles sitzt mit der älteren Beamtin Drosseck im Wagen, die währenddessen verstirbt, Samuel sitzt mit Danni zusammen im Auto.                 | 4. Nov. 2021           | Lutz Heineking, Jr. |
| 12         | 6         | Achtsamkeit             | Durch eine heiße Spur stehen Samuel und Gilles vor dem Haus der Entführer, doch bevor sie eigenständig hineingehen, beschließen Maurizio und Bernhard, dass sie ein Sabbatical brauchen und befreien die Geiseln. | 4. Nov. 2021           | Lutz Heineking, Jr. |

## Besetzung
| Darsteller         | Rolle               | Beschreibung                    | Hauptrolle                 | Nebenrolle |
| ------------------ | ------------------- | ------------------------------- | -------------------------- | ---------- |
| Jürgen Vogel       | Gilles              | Polizisten bei der Observierung | 1.01–2.06                  |            |
| Serkan Kaya        | Samuel              | Polizisten bei der Observierung | 1.01–2.06                  |            |
| Annette Frier      | Carola              | Polizistinnen in der Leitstelle | 1.01–2.06                  |            |
| Maike Jüttendonk   | Danni               | Polizistinnen in der Leitstelle | 1.01–2.03, 2.05            |            |
| Denis Moschitto    | Maurizio            | Kriminelle                      | 1.01–1.06, 2.03–2.06       |            |
| Rocko Schamoni     | Bernhard            | Kriminelle                      | 1.01, 1.04–1.06, 2.03–2.06 |            |
| Till Reiners       | White               | Entführer                       | 2.01–2.03                  |            |
| Moritz Neumeier    | Grey                | Entführer                       | 2.01–2.03                  |            |
| Rosalie Thomass    | Elisabeth Hagedorn  | Unternehmerehepaar              | 2.01–2.06                  |            |
| Sabin Tambrea      | Justus Hagedorn     | Unternehmerehepaar              | 2.01–2.06                  |            |
| Demet Gül          | Yasemin             | Polizistin mit Hidschab         | 2.04–2.06                  |            |
| Rauand Taleb       | Gerd                | Krimineller                     |                            | 1.02–1.03  |
| Daniel Zillmann    | Lars                | Hafensicherheit                 |                            | 1.02–1.03  |
| Andrea Sawatzki    | Tanja               | Zeugin                          |                            | 1.04       |
| Carl Josef         | Alex                | Carolas Sohn im Rollstuhl       |                            | 1.04, 2.03 |
| Kida Khodr Ramadan | Cutler              | Interpol-Agent                  |                            | 1.05       |
| Christina Große    | Frau Robin          | Justizangestellte               |                            | 1.05       |
| Carsten Meyer      | Tobi                | Radio-DJ                        |                            | 2.01–2.06  |
| Maximilian Mundt   | Norman Nimmich      | Fußballspieler                  |                            | 2.02       |
| Tan Çağlar         | Klaus               | Polizist im Rollstuhl           |                            | 2.03       |
| Hannelore Hoger    | Frau Prof. Drosseck | ältere Polizistin               |                            | 2.05       |

## Rezeption
Thomas Lückerath für DWDL sieht die Serie als „kleines Juwel für sich“ sowie „Tisch-Feuerwerk grotesker Dialoge“ und stellt sie in eine Reihe mit jerks. und Warten auf’n Bus, denen die „Neuentdeckung des Nichts durch eine Entschleunigung von Comedy, die im wahrsten Sinn der Situationskomik den Raum lässt und ihren Witz durch schleichend aufbauende Absurdität, Albernheit oder schmerzhafte Fremdscham erzeugt,“ gemeinsam sei. KBV hebe sich wiedererkennbar ab, als schicke Spielfläche für schräge Charaktere und befremdliche Anekdoten, die punktuell zünden, und sei in der Adaptation noch etwas spezieller als die Vorlage.
Axel Weidemann von der FAZ kritisiert, dass man den Dialogen die „ungesunde deutsche Unterleibsfixierung“ anmerke und befindet: „Was fehlt, ist ein verbindendes Element, so dass KBV schlussendlich zu einer losen Aneinanderreihung von Gags oder Peinlichkeiten gerät, von der wenige Szenen wirklich hängenbleiben. Doch den Versuch ist es allemal wert.“

## Auszeichnungen/Nominierungen
- Deutscher Schauspielpreis 2021 für Serkan Kaya als Schauspieler in einer komödiantischen Rolle – Auszeichnung
- Deutscher Fernsehpreis 2021 als Beste Comedyserie – Nominierung
- Deutscher Comedypreis 2021 als Beste Comedyserie Fiktion – Nominierung